# Бахмутская, Ирина Викторовна
Ирина Викторовна Бахмутская (5 декабря 1922, Киев — 17 января 2004, Москва) — советский и российский библиотечный деятель, Заслуженный работник культуры РСФСР (1971).

## Биография
Родилась 5 декабря 1922 года в Киеве. Поступила в Московский институт философии, литературы и истории, после его расформирования в 1941 г. перевелась в Московский городской библиотечный институт, но в 1942 году с третьего курса ушла добровольцем на фронт Великой Отечественной войны. Став медсестрой, прошла всю войну, демобилизовалась в октябре 1945 года. Продолжила учёбу в МГБИ, который окончила в 1947 году. 
Работала директором Московской городской юношеской библиотеки имени М. А. Светлова, одновременно с этим занимала должность ответственного секретаря правления Московского областного отделения общества Знание и государственного инспектора Главной библиотечной инспекции Министерства культуры СССР.
В 1966 году по инициативе Бахмутской была открыта Юношеская библиотека РСФСР, она была избрана директором и проработала на этой должности вплоть до 2001 года. Благодаря её упорству, создана система библиотечно-библиографического и информационного обслуживания молодых читателей. 
Скончалась 17 января 2004 года в Москве.

## Научные работы
Основные научные работы посвящены обслуживанию читателей юношеского возраста. Автор многих научных работ и книг.

## Награды и звания
- Орден Почёта (12 июля 1996 года) — за заслуги перед государством и многолетний добросовестный труд[1].
- Орден Отечественной войны II степени.
- Орден Красной Звезды.
- Орден «Знак Почёта».
- Заслуженный работник культуры РСФСР (1971).
- Почётная грамота Президиума Верховного совета Российской Федерации (15 декабря 1992 года) — за большую работу по всестороннему  образованию и воспитанию молодёжи, значительный вклад в совершенствование библиотечного дела и в связи с 70-летием со дня рождения[2].